# Piz dal Diavel
Piz dal Diavel är en bergstopp i Schweiz.   Den ligger i regionen Engiadina Bassa/Val Müstair och kantonen Graubünden, i den östra delen av landet, 210 km öster om huvudstaden Bern. Toppen på Piz dal Diavel är 3 062 meter över havet, eller 201 meter över den omgivande terrängen. Bredden vid basen är 1,4 km.
Terrängen runt Piz dal Diavel är bergig norrut, men söderut är den kuperad. Runt Piz dal Diavel är det ganska glesbefolkat, med 25 invånare per kvadratkilometer.. Närmaste större samhälle är Zuoz, 13,9 km väster om Piz dal Diavel. 
Trakten runt Piz dal Diavel består i huvudsak av gräsmarker.